# Сен-Жермен-ле-Сенайи
Сен-Жерме́н-ле-Сенайи́ (фр. Saint-Germain-lès-Senailly) — коммуна во Франции, находится в регионе Бургундия. Департамент коммуны — Кот-д’Ор. Входит в состав кантона Монбар. Округ коммуны — Монбар.
Код INSEE коммуны — 21550.

## Население
Население коммуны на 2010 год составляло 93 человека.
| 1962 | 1968 | 1975 | 1982 | 1990 | 1999 | 2010 |
| ---- | ---- | ---- | ---- | ---- | ---- | ---- |
| 77   | 78   | 84   | 100  | 100  | 107  | 93   |

## Экономика
В 2010 году среди 52 человек трудоспособного возраста (15—64 лет) 34 были экономически активными, 18 — неактивными (показатель активности — 65,4 %, в 1999 году было 77,3 %). Из 34 активных жителей работали 33 человека (19 мужчин и 14 женщин), безработной была 1 женщина. Среди 18 неактивных 3 человека были учениками или студентами, 14 — пенсионерами, 1 был неактивным по другим причинам.